# Simon ben Boethos
Simon ben Boethos war ein Jerusalemer Hohepriester. Er amtierte etwa von 24/22 v. Chr. bis 5 v. Chr.
Simon kam aus einer angesehenen Priesterfamilie, die in Jerusalem lebte; sein Vater Boethos allerdings stammte aus Alexandria. Josephus zufolge wurde Simon von Herodes zum Hohenpriester ernannt, um ihn durch diese Standeserhöhung zum Schwiegervater zu qualifizieren. Herodes beabsichtigte nämlich, dessen Tochter Mariamne zur Frau zu nehmen.
Die lange Amtszeit des Simon fällt zusammen mit der Bauzeit des Herodianischen Tempels, eine Leistung, die Josephus verschweigt.